# 小蘭斯·麥考勒斯
小蘭斯·葛雷伊·麥考勒斯（英語：Lance Graye McCullers Jr.，1993年10月2日—），為美國職棒大聯盟的投手，目前效力於休士頓太空人。他在2012年美國職棒大聯盟選秀首輪被太空人選走，他在2015年登上大聯盟，2017年入選明星賽。

## 職業生涯

### 休士頓太空人
麥考勒斯在初登板僅投4+2⁄3局就丟出3次保送，並被敲出3支安打失1分，最終無關勝敗。6月3日，他面對金鶯投出生涯首場完投勝。2016年，他因為肩膀痠痛而錯過開季，最終他拿下6勝5敗。
2017年，麥考勒斯一度連續22局無失分。而他在5月拿下4勝0敗，防禦率0.99，最終拿下美聯單月最佳投手獎。他在上半季拿下7勝2敗，並順利入選明星賽。不過他中間出現背部受傷，他在傷癒回歸後只拿下1勝5敗，防禦率7.45。
2017年美國聯盟冠軍賽，麥考勒斯在第7場後援4局無失分，拿下生涯首次救援成功。他也在世界大賽第3場和第7場先發，雖然最後拿下隊史首冠，不過球隊也在2019年被爆出於2017年出現偷暗號作弊事件。
2018年，麥考勒斯拿下10勝6敗，之後他在8月5日因為右手肘不適而進入傷兵名單。11月6日，球隊宣布麥考勒斯要進行湯米約翰手術，將缺席整個2019年球季。2020年，他拿下3勝3敗，防禦率3.93。
2021年3月24日，麥考勒斯和太空人簽下5年8,500萬美元的合約。這年他拿下13勝5敗，防禦率3.16。2021年美國聯盟分區賽，麥考勒斯在第4場因為右前臂受傷而導致球季提前結束。最後太空人在世界大賽輸給勇士。
2022年，麥考勒斯因傷錯過開季，他一直到8月才完成球季初登場。整季他拿下4勝2敗，防禦率2.27。2022年美國聯盟分區賽第三場，麥考勒斯主投6局無失分，這場比賽一直進行到第十八局上半，太空人才靠著菜鳥傑瑞米·佩尼亞的陽春砲取得最終勝利。2022年世界大賽第3場，麥考勒斯成為第一位在世界大賽單場被敲出5支全壘打的投手。

## 個人生活
麥考勒斯的父親蘭斯一世也是一名大聯盟選手，而他本人是一名天主教徒。
麥考勒斯在2015年12月結婚，並在2019年迎來長女。

## 外部連結
- 球員資訊和成績在MLB ，ESPN ，Retrosheet ，Baseball Reference ，Baseball Reference (Minors) ，Fangraphs （英文）
- 小蘭斯·麥考勒斯的X（前Twitter）